# Embreville
Embreville és un municipi francès, situat al departament del Somme i a la regió dels Alts de França. L'any 1999 tenia 576 habitants.

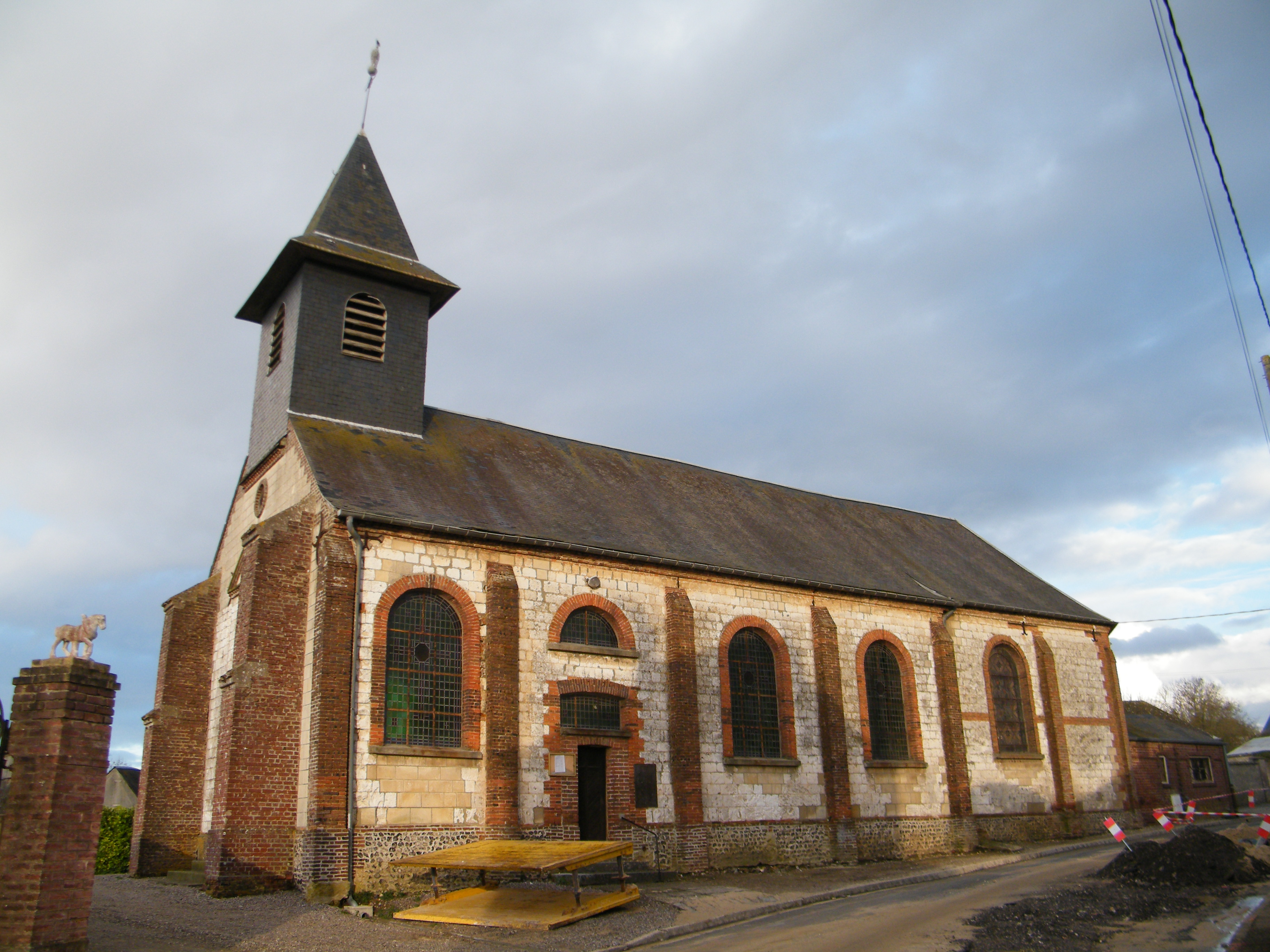
església

Embreville troba a l'oest del Somme, a pocs quilòmetres del Sena Marítim.

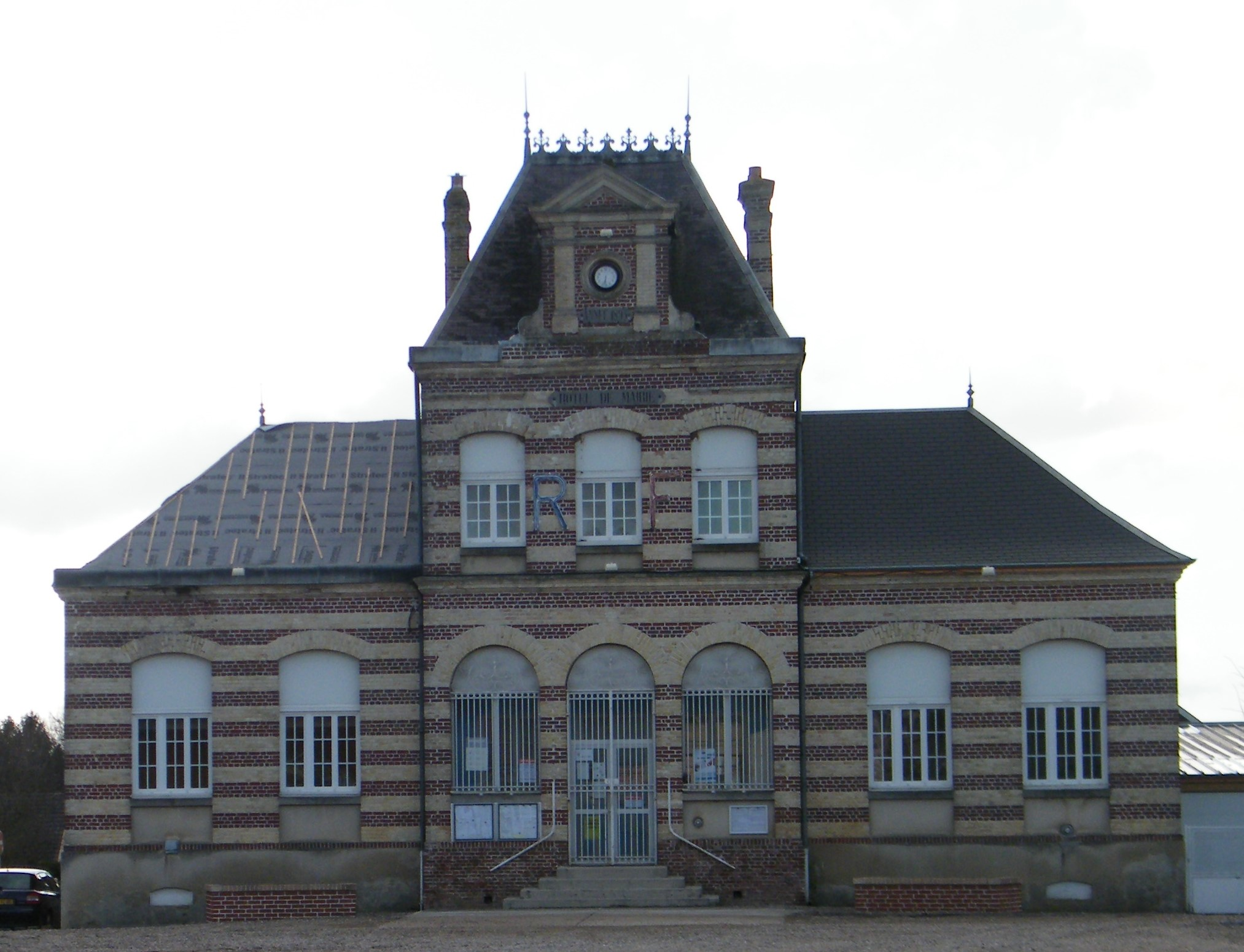

Embreville forma part del cantó de Gamaches, que al seu torn forma part del districte d'Abbeville. L'alcalde de la ciutat és Daniel Cave (2008-2014).